# دی هاویلند کانادا دی‌اچ‌سی-۶ توئین اوتر
دی هاویلند کانادا دی‌اچ‌سی-۶ توئین اوتر (به انگلیسی: de Havilland Canada DHC-6 Twin Otter) اکنون تحت عنوان وایکینگ ایر دی‌اچ‌سی-۶ توئین اوتر یک هواگرد، کانادایی ۱۹ نفره نشست و برخاست کوتاه چندمنظوره ساخت شرکت دی هاویلند است که اکنون در شرکت وایکینگ ایر تولید می‌شود.

## مشخصات

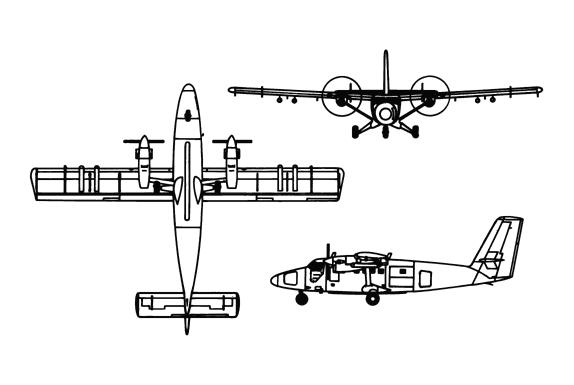
طرح سه نما از دی هاویلند کانادا دی‌اچ‌سی-۶ توئین اوتر

| سری                                           | ۱۰۰                                                                              | ۳۰۰                                                                                           | ۴۰۰                                                                                         |
| --------------------------------------------- | -------------------------------------------------------------------------------- | --------------------------------------------------------------------------------------------- | ------------------------------------------------------------------------------------------- |
| خدمه اتاقک خلبان                              | ۱–۲                                                                              | ۱–۲                                                                                           | ۱–۲                                                                                         |
| تعداد مسافر                                   | ۲۰                                                                               | ۲۰                                                                                            | ۱۹                                                                                          |
| طول                                           | ۴۹ فوت ۶ اینچ (۱۵٫۰۹ متر)                                                        | ۵۱ فوت ۹ اینچ (۱۵٫۷۷ متر)                                                                     | ۵۱ فوت ۹ اینچ (۱۵٫۷۷ متر)                                                                   |
| ارتفاع                                        | ۱۹ فوت و ۶ اینچ / ۵٫۹۴ متر                                                       | ۱۹ فوت و ۶ اینچ / ۵٫۹۴ متر                                                                    | ۱۹ فوت و ۶ اینچ / ۵٫۹۴ متر                                                                  |
| بال                                           | ۶۵ فوت ۰ اینچ (۱۹٫۸۱ متر) فاصله بین دو سربالها، ۴۲۰ فوت مربع (۳۹ متر مربع) مساحت | ۶۵ فوت ۰ اینچ (۱۹٫۸۱ متر) فاصله بین دو سربالها، ۴۲۰ فوت مربع (۳۹ متر مربع) مساحت              | ۶۵ فوت ۰ اینچ (۱۹٫۸۱ متر) فاصله بین دو سربالها، ۴۲۰ فوت مربع (۳۹ متر مربع) مساحت            |
| وزن خالی                                      | ۵٬۸۵۰۱ پوند / ۲٬۶۵۳ کیلوگرم                                                      | ۷٬۴۱۵ پوند / ۳٬۳۶۳ کیلوگرم                                                                    | ۷٬۱۰۰ پوند / ۳٬۲۲۱ کیلوگرم (no accommodation)                                               |
| بیشینه وزن برخاست                             | ۱۰٬۵۰۰ پوند / ۴٬۷۶۳ کیلوگرم                                                      | ۱۲٬۵۰۰ پوند / ۵٬۶۷۰ کیلوگرم                                                                   | ۱۲٬۵۰۰ پوند / ۵٬۶۷۰ کیلوگرم                                                                 |
| ظرفیت باربری                                  | ۹۷۵ کیلوگرم (۲٬۱۵۰ پوند) بیش از ۱٬۳۴۴ کیلومتر                                    | ۱٬۱۳۵ کیلوگرم (۲٬۵۰۰ پوند) بیش از ۱٬۲۹۷ کیلومتر ۸۶۰ کیلوگرم (۱٬۹۰۰ پوند) بیش از ۱٬۷۰۵ کیلومتر | ۱٬۸۴۲ کیلوگرم (۴٬۰۶۱ پوند) بیش از ۱۸۵ کیلومتر ۱٬۳۷۵ کیلوگرم (۳٬۰۳۱ پوند) بیش از ۷۴۱ کیلومتر |
| ظرفیت سوخت                                    |                                                                                  |                                                                                               | ۳۷۸ گالون آمریکایی / ۱٬۴۶۶ لیتر، ۲٬۵۹۰ پوند / ۱٬۱۷۵ کیلوگرم                                 |
| موتورهای توربوپراپ (×۲)                       | پی‌تی۶ای-۲۰                                                                       | پی‌تی۶ای-۲۷                                                                                    | پی‌تی۶ای-۳۴                                                                                  |
| Unit Power                                    | ۴۳۱ کیلووات (۵۷۸اسب بخار)                                                        | ۴۶۰ کیلووات (۶۲۰ اسب بخار)                                                                    | ۵۵۹ کیلووات (۷۵۰ اسب بخار)                                                                  |
| حداکثر سرعت                                   | ۲۹۷ کیلومتر بر ساعت / ۱۶۰ گره                                                    | ۳۳۸ کیلومتر بر ساعت / ۱۸۲ گره                                                                 | ۳۳۷ کیلومتر بر ساعت (۱۸۲ گره) (FL100)                                                       |
| برخاست به ۵۰ فوت                              |                                                                                  |                                                                                               | برخاست و فرود کوتاه ۱٬۲۰۰ فوت / ۳۶۶ متر؛ برخاست و فرود متعارف ۱٬۴۹۰ فوت / ۴۵۴ متر؛          |
| فرود از ۵۰ فوت                                |                                                                                  |                                                                                               | برخاست و فرود کوتاه ۱٬۰۵۰ فوت / ۳۲۰ متر؛ برخاست و فرود متعارف ۱٬۵۱۰ فوت / ۴۶۰ متر؛          |
| سرعت واماندگی                                 | ۶۵ مایل بر ساعت                                                                  |                                                                                               |                                                                                             |
| بُرد معبر                                      | ۷۷۱ گره / ۱٬۴۲۷ کیلومتر                                                          |                                                                                               | ۷۹۹ گره / ۱٬۴۸۰ کیلومتر                                                                     |
| حداکثر زمان پرواز                             |                                                                                  |                                                                                               | ۶٫۹۴ ساعت                                                                                   |
| سقف پرواز                                     | ۲۵٬۰۰۰ فوت / ۷٬۶۲۰ متر                                                           | ۲۵٬۰۰۰ فوت / ۷٬۶۲۰ متر                                                                        | ۲۵٬۰۰۰ فوت / ۷٬۶۲۰ متر                                                                      |
| سرعت اوج‌گیری                                  |                                                                                  | ۱٬۶۰۰ فوت بر دقیقه (۸٫۱ متر بر ثانیه)                                                         | ۱٬۶۰۰ فوت بر دقیقه (۸٫۱ متر بر ثانیه)                                                       |
| FL100 fuel burn ۱۴۶ گره (۲۷۰ کیلومتر بر ساعت) |                                                                                  |                                                                                               | ۴۶۸٫۲ پوند (۲۱۲٫۴ کیلوگرم)/hour ۰٫۳۱۱ مایل دریایی بر پوند (۱٫۲۷ کیلومتر بر کیلوگرم)         |
| Power/mass                                    | ۰٫۱۱ اسب بخار بر پوند (۰٫۱۸ کیلووات بر کیلوگرم)                                  | ۰٫۱ اسب بخار بر پوند (۰٫۱۶ کیلووات بر کیلوگرم)                                                | ۰٫۱۲ اسب بخار بر پوند (۰٫۲۰ کیلووات بر کیلوگرم)                                             |